# Upognampa biamenta
Upognampa biamenta är en spindelart som beskrevs av Tucker 1923. Upognampa biamenta ingår i släktet Upognampa och familjen plattbuksspindlar. Inga underarter finns listade i Catalogue of Life.